# Ruta Sepetys
Ruta Sepetys, conosciuta anche come Rūta Šepetys (Detroit, 19 novembre 1967), è una scrittrice statunitense d'origine lituana.

## Biografia
Nata nel 1967 a Detroit, nel Michigan, vive e lavora nel Tennessee.
Figlia di rifugiati lituani e cresciuta in una famiglia di artisti, si è laureata in Finanza Internazionale prima di lavorare per un ventennio nell'industria musicale .
Ha esordito nel 2011 con Avevano spento anche la luna, romanzo ispirato a eventi familiari  nel quale racconta la deportazione della protagonista Lina e della sua famiglia dalla Lituania ai gulag stalinani e la sua lotta per sopravvivere.
Autrice di tre romanzi storici destinati sia ad un pubblico adulto che di ragazzi, le sue opere sono state pubblicate in 45 paesi e tradotte in 33 lingue.
Decorata nel 2013 con la Croce di Cavaliere dell'Ordine al merito della Lituania, nel 2017 con Ci proteggerà la neve ha ottenuto la prestigiosa Carnegie Medal.

## Opere principali

### Romanzi
- Avevano spento anche la luna (Between Shades of Gray), Milano, Garzanti, 2011 traduzione di Roberta Scarabelli ISBN 978-88-11-67036-0.
- Una stanza piena di sogni (Out of the Easy), Milano, Garzanti, 2013 traduzione di Roberta Scarabelli ISBN 978-88-11-68487-9.
- Ci proteggerà la neve (Salt to the Sea), Milano, Garzanti, 2016 traduzione di Roberta Scarabelli ISBN 978-88-11-67193-0.
- The Fountains of Silence (2019)

## Filmografia
- Ashes in the Snow, regia di Marius A. Markevici (2018) (soggetto dal romanzo Avevano spento anche la luna)

## Premi e riconoscimenti
- Carnegie Medal: 2017 per Ci proteggerà la neve